# Jakob Kellenberger
Jakob Kellenberger (Heiden, Suiza, 19 de octubre de 1944) es un antiguo diplomático suizo, presidente de Swisspeace desde 2013. Fue presidente del Comité Internacional de la Cruz Roja (CICR) entre 2000 y 2012.

## Biografía
Jakob Kellenberger nació el 19 de octubre de 1944, en Heiden, en el cantón suizo de Appenzell Rodas Exteriores.
Estudió literatura y lingüística francesa y española, en la Universidad de Zúrich. Asimismo, efectuó estancias en las universidades de Tours y en Granada. Su tesina de licencia, en literatura francesa, versa sobre Jean-Jacques Rousseau, y su tesis de doctorado, en literatura española, sobre Calderón de la Barca. Al terminar sus estudios se doctoró en letras por la Universidad de Zúrich.
Durante su etapa de estudiante, Kellenberger contrajo matrimonio con Elisabeth Kellenberger-Jossi. Tienen dos hijas: Eleonore y Christina.

### Carrera diplomática
En 1974, Jakob Kellenberger inició la carrera diplomática en Suiza. Tras haber ejercido funciones sucesivamente en Madrid, Bruselas y Londres, dirigió, con el título de ministro a partir de 1984, y luego de embajador, a partir de 1988, el servicio común de los Ministerios de Asuntos Exteriores y de Economía, encargado de la integración europea. De 1989 a 1991, se desempeñó como jefe en las negociaciones con la Comunidad Europea relativas al tránsito. En 1992, fue nombrado secretario de Estado de Asuntos Exteriores. De 1992 a 1999, ejerció como secretario de Estado de Asuntos Exteriores y jefe de la Dirección Política del Departamento Federal de Asuntos Exteriores (Ministerio de Asuntos Exteriores). De 1994 a 1998, también desempeñó las funciones de coordinador y de negociador jefe de las negociaciones bilaterales sectoriales con la Unión Europea.

### Presidencia del Comité Internacional de la Cruz Roja
El 1 de enero de 2000, Jakob Kellenberger fue nombrado presidente del CICR, sucediendo a Cornelio Sommaruga en el cargo. La Cruz Roja tenía una plantilla de 13 000 colaboradores y una red de más de 200 delegaciones. Durante su presidencia, los ámbitos de trabajo y las actividades del CICR se incrementaron significativamente.
Las actividades de gran envergadura que el CICR efectuó en Afganistán, Irak, Sudán y Oriente Próximo ejercieron gran influencia en la actividad de Kellenberger, por lo que respecta a sus visitas sobre el terreno y en el ámbito de la diplomacia humanitaria. Jakob Kellenberger contribuyó de manera decisiva al fortalecimiento de la cooperación con la Unión Europea y sus Estados miembros en diversos ámbitos. La gestión de las relaciones con Estados Unidos tras el 11 de septiembre de 2001, por lo que atañe al derecho y a la diplomacia humanitaria fue uno de los grandes retos que tuvo que afrontar. En las difíciles situaciones de conflicto, consideró que era importante estar presente personalmente sobre el terreno, como demuestran sus viajes al sur de Líbano, durante la guerra en el verano de 2006, en Gaza, en enero de 2009, así como sus repetidos viajes a Afganistán y a Darfur.
En un entorno que cambia rápidamente, para Kellenberger merecen particular importancia una estrategia y un posicionamiento claros de la Institución. Ha contribuido con creces a ello.
El 30 de junio de 2012, al término de su tercer mandato, después de haber expresado su deseo de retirarse, cesó en la presidencia del CICR y fue sustituido por Peter Maurer.

### Presidencia de Swisspeace y actividad docente
Desde 2013 Jakob Kellenberger es el presidente de Swisspeace, fundación suiza por la paz.
Enseña en la Escuela Politécnica Federal de Zúrich, en la Universidad de Salamanca y en el Instituto Universitario de Altos Estudios Internacionales de Ginebra.

## Distinciones honoríficas
- Doctor honoris causa por la Facultad de Derecho de la Universidad de Basilea (2003).
- Medalla de reconocimiento «Genève reconnaissante», de la ciudad de Ginebra (2005).
- Doctor honoris causa por la Facultad de Ciencias Políticas de la Universidad de Catania (2006).
- Medalla «International Humanitarian Leadership», que otorga el presidente de la Cruz Roja Americana por el liderazgo en derecho humanitario (2006).
- Asesor de honor de la Escuela Politécnica Federal de Zúrich (2007).
- Hijo Predilecto del ayuntamiento de Heiden (2009).

## Publicaciones
- Jakob Kellenberger, Humanitäres Völkerrecht, Verlag Huber, Frauenfeld/Stuttgart/Wien, 2010.

- Jakob Kellenberger, Politicisation of humanitarian work? in: the Humanitarian Response Index 2010, DARA, Madrid, 2010.

- Jakob Kellenberger, The ICRC's response to internal displacement: Strengths, challenges and constraints, in: International Review of the Red Cross, September, 2009, Volume 91, Number 875.

- Verantwortung in einer solidarischen Weltgemeinschaft, Frank-Walter Steinmeier und Jakob Kellenberger im Gespräch, in: Mensch, wo bist Du? 32. Deutscher Evangelischer Kirchentag, Bremen, 2009. Gutersleh Verlagshaus, Gutersleh, 2009.

- Gespräch mit Hans Magnus Enzensberger (Die Lügner des Gutes), in: Robert Dempfer Das Rote Kreuz. Von Helden im Rampenlicht und diskreten Helfern, Dentike, Wien 2009, S. 204-222.

- Jakob Kellenberger, Diplomat und IKRK-President, im Gespräch mit Hansjörg Erny, Zytglogge Verlag, Bern, 2006.